# 앨빈과 슈퍼밴드: 악동 어드벤처
《앨빈과 슈퍼밴드: 악동 어드벤처》(영어: Alvin and the Chipmunks: The Road Chip)는 2015년 개봉된 미국의 주크박스 뮤지컬 코미디 실사 애니메이션 영화이다. 앨빈과 슈퍼밴드 시리즈 네 번째 작품이며, 《앨빈과 슈퍼밴드 3》(2011)의 속편이다.

## 줄거리
다람쥐 앨빈, 사이먼, 시어도어는 여전히 데이브와 로스앤젤레스에서 살고 있다. 데이브가 음반 제작을 위해 마이애미로 떠난 뒤 다람쥐들은 데이브가 여자친구인 응급실 의사 서맨사에게 곧 청혼을 할 예정이라고 믿게 된다. 다람쥐들은 자신들을 괴롭히는 서맨사의 아들 마일스가 형제가 될까봐 두려워한다. 역시나 이 결혼을 원치 않는 마일스는 청혼을 저지하기 위해 다람쥐들과 함께 미국 반대편 끝을 향해 여정을 시작한다.

## 출연

### 실사
- 제이슨 리 - 데이비드 "데이브" 서빌 역
- 킴벌리 윌리엄스페이즐리 - 서맨사 역
- 토니 헤일 - 제임스 서그스 여객기 보안 요원 역
- 조시 그린 - 마일스 역
- 벨라 손 - 애슐리 그레이 역
- 우조 어두바 - 로스앤젤레스 국제공항 교통안전청 요원 역
- 레타 - 이벤트 기획자 역
- 에디 스티플스 - 배리 역
- 레드푸 - 본인 역
- 존 워터스 - 존 역
- 제니퍼 쿨리지 - 프라이스 씨 역
- 로라 머라노 - 호텔 베이비시터 역

### 목소리
- 저스틴 롱 - 앨빈 서빌 역
  - 로스 배그더세리언 주니어 - 앨빈 서빌 역 (노래)
- 매슈 그레이 구블러 - 사이먼 서빌 역
- 제시 매카트니 - 시어도어 서빌 역
- 케일리 쿼코 - 엘리너 역
- 애나 패리스 - 지넷 역
- 크리스티나 애플게이트 - 브리트니 역